# Isola della Barthelasse
L'isola della Barthelasse è un'isola sul Rodano che si trova fra Avignone e Villeneuve-lès-Avignon. Fa parte del comune di Avignone e del cantone d'Avignone-Ovest dal 1850.
Il braccio di fiume che la separa d'Avignone è detto "Piccolo Rodano" (Petit Rhône) o "braccio morto", mentre è separata da Villeneuve dal "Grande Rodano" (Grand Rhône) o "braccio vivo"; questi appellativi derivano dalla forza della corrente sui due lati dell'isola. La superficie della Barthelasse è di circa 700 ettari, dei quali 400 sono coltivabili: è una delle più grandi isole fluviali d'Europa e la più grande di Francia.

## Punto di attraversamento del Rodano

### Medioevo e Rinascimento
Il ponte più antico, a nord dei ponti attuali, è il pont Saint-Bénézet la cui costruzione venne realizzata fra il 1177 ed il 1185, quando gli isolotti che oggi formano l'isola della Barthelasse non erano uniti ancora e non erano coltivati. Il ponte superava i due bracci del fiume e l'isola su una distanza di poco maggiore a 900 metri, con 22 campate (delle quali 19 sul Rodano). Una campata del ponte sprofondò nel fiume nel 1603, a causa delle forti piogge. Tre anni dopo, crollarono altre tre campate. Una mappa del 1618 mostra l'isola ed il ponte di Avignone che l'attraversa; quattro campate sono crollate. Vennero ricostruite nel 1628, ma negli anni successivi, le piene del fiume fecero crollare numerose campate, tant'è che nel 1721 restavano solo due campate ancora intatte sull'isola.
Il ponte, dedicato a san Benedetto di Avignone, aveva funzione anche di posto di frontiera fra lo Stato Pontificio e il regno di Francia; era l'unico ponte ad attraversare il Rodano su centinaia di chilometri. Prima della costruzione di questo ponte, per attraversare il Rodano venivano usate barche.

### Epoca contemporanea
Due ponti collegano Avignone a Villeneuve-lès-Avignon: il ponte Édouard Daladier ed il ponte dell'Europa. Entrambi passano sull'isola della Barthelasse. Un altro ponte collega Villeneuve-lès-Avignon con il nord-ovest dell'isola per la strada dipartementale (Gard) 780. 

## Storia

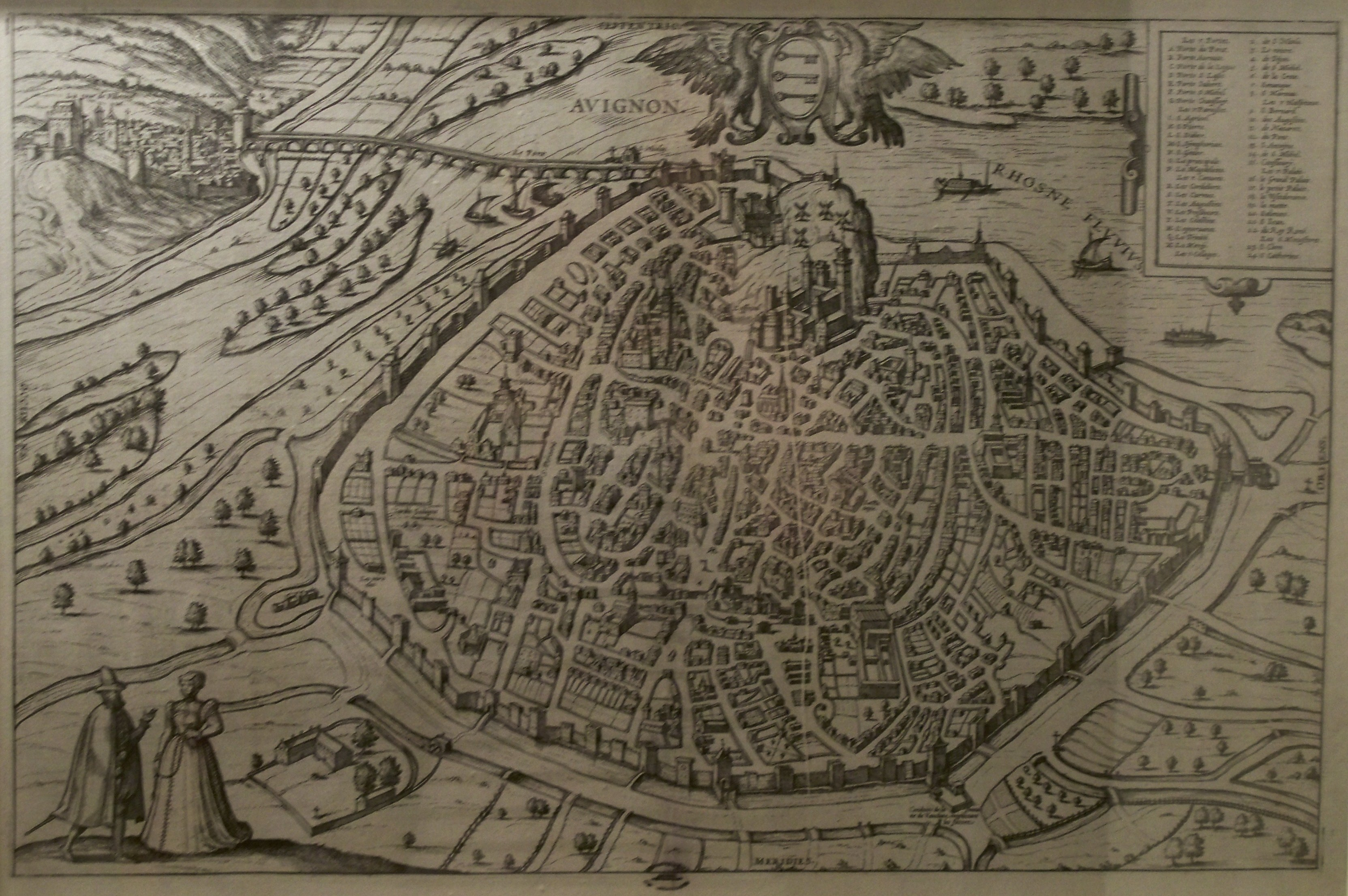
Mappa d'Avignone e le isole sul Rodano nel 1572

Nel 1447, Jean Richard d'Avignone detto Barthelucius, prende a enfiteusi le terre in mezzo al Rodano dall'abazia di San Andrea. Vi seminò del grano, grazie al quale si arricchì rapidamente. Nel 1495, il suo nome era usato per indicare l'isola e nel 1531, un testo menziona "l'isola detta della Barthelasse".
Questa toponimia legata ad un patronimico è largamente accettata. Ciononostante, in occitano Barthe è un nome di luogo che significa "terra bassa e umida, terreno alluvionale o paludoso", dalla radice pre-romana barda (= fango).  Barthe descrive lo stato di quegli isolotti al centro del fiume che, una volta coltivate e fornite di dighe, si unirono. In quest'ottica, Barthelucius sarebbe lo pseudonimo, latinizzato come voleva la moda del Rinascimento, dato a quel tale Richard che intuì il potenziale degli isolotti fangosi di Barthe.
Con la piccola era glaciale del XVI e XVII secolo, la parte bassa del Rodano subì numerose alluvioni, ma sulla Barthelasse vengono registrate solo due alluvioni. Alla fine del XVIII secolo, due isole furono separate da un ramo del fiume, che era usato per collegare i porti d'Avignone e di Villeneuve. La formazione attuale dell'isola è dovuta all'unione di queste due isole, dette  des Chartreux e d'Argenton. Sull'isola, diverse grandi fattorie vennero edificate in quell'epoca.
Nel XIX secolo la struttura dell'isola fu resa stabile dalla costruzione di dighe. Durante il Secondo Impero (1856), la Barthelasse fu annessa amministrativamente ad Avignone; la parrocchia insulare di san Giuseppe (Saint Joseph) era sempre dipesa, d'altronde, da Avignone. Nel 1973, il traghetto a fune che permetteva la traversata del Rodano tra Avignone e l'isola, previsto a seguito dell'atto di annessione dell'isola alla città, venne messo fuori servizio.

## Alluvioni
La posizione dell'isola al centro del fiume rende l'isola della Barthelasse e gli isolotti che la precedevano zona soggetta a frequenti inondazioni. Alcune di queste inondazioni hanno segnato la storia dell'isola e della regione. La più antica inondazione registrata è del 1226. Nell'anno 1433, l'inondazione venne considerata come la più catastrofica della storia, con tutta la Barthelasse sotto le acque. Il mattino del 23 settembre 1471 un'altra tremenda inondazione ricoprì l'isola e verrà ricordata nei testi AD MEMORIAM AETERNAM.
Seguirono inondazioni nel 1530, il 22 febbraio 1540, 29 novembre 1542 e 12 dicembre 1543. Nel 1548 si ricorda una grossa esondazione del fiume, seguita il 2 dicembre 1570, da un'altra inondazione.
Nel XVII secolo, due piene del Rodano colpirono l'isola: il 24 aprile 1622 e a novembre 1679. Il 30 novembre 1755, un'altra piena del fiume devastò tutta l'isola, entrò in Avignone e venne comparata, per forza e intensità, all'alluvione del 1433:
()
Seguì un periodo di relativa calma, che registrò comunque una catastrofica inondazione che ricoprì l'isola e devastò l'intera Camargue a partire dal 4 novembre 1840, dopo le piogge intense registrate da settembre a novembre. Il 31 maggio 1856 un'altra piena del fiume inondò l'isola ed ebbe un grande impatto mediatico, con Napoleone III che venne a visitare la regione in difficoltà
Il XX secolo è stato più calmo rispetto ai precedenti, anche grazie all'azione mitigatrice delle dighe costruite a monte del fiume. L'isola fu nuovamente sommersa nei mesi di novembre-dicembre 1935 a causa di una piena del fiume. Nell'inverno 1993-1994, un'altra piena del fiume raggiunse le mura di Avignone, sommergendo parte dell'isola mentre, a valle, 13 000 ettari in Camargue vennero sommersi a causa della rottura degli argini.

## Fauna e flora

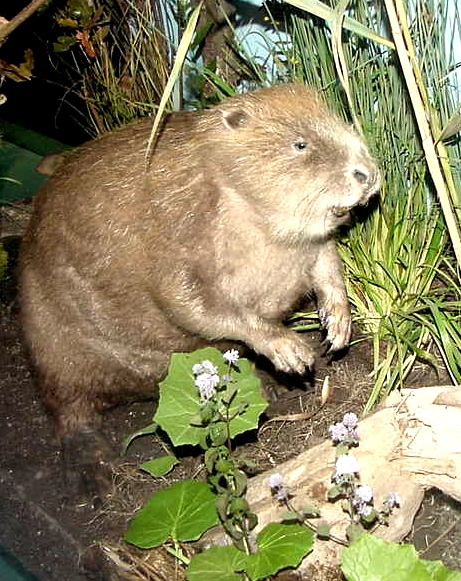
Castoro europeo (Castor fiber)

L'isola della Barthelasse accoglie numerose specie di uccelli: sparvieri, nibbi bruni, albanelle minori e gallinelle d'acqua. Gli alberi lungo la riva (pioppi, salici, ormi e ontani) ospitano passeri, tordi e aironi. Sui rami secondari del fiume si trovano aironi cenerini, aironi rossi, germani reali, anatre tuffatrici, cormorani e falchi pescatori.
Sono stati introdotti per la caccia dei conigli di Florida che convivono con nutrie rinselvatichite dopo essere fuggite da vari allevamenti della zona. Durante il periodo invernale, i rami morti del fiume sono rifugio di anatre, tuffetti, cormorani e gabbiani. Sull'isola sono presenti numerosi mammiferi: ricci, talpe, toporagni, puzzole, volpi, tassi, faine, donnole, scoiattoli, ghiri, arvicole e castori.
Proprio il castoro, che era a rischio di estinzione alla fine del XIX secolo, aveva l'ultimo suo nucleo nella bassa valle del Rodano, fra Arles e Pont-Saint-Esprit con, al centro, l'isola della Barthelasse. La specie, protetta dal 1906, ha ripopolato poco a poco il fiume e i suoi affluenti.

## Economia
Sull'isola è presente la distilleria artigianale Manguin, nota per la Poire Williams, l'acquavite alla pera e il pastis prodotto.

### Agricultura
Sono presenti piantagioni di alberi da frutta: peri della varietà  Jules Guyot, mele Pink Lady e ciliegi, alberi di pesco, ecc. Sull'isola è anche coltivato il pomodoro. Parte della produzione viene venduta al mercato della fattoria La Reboule.

### Turismo
La Barthelasse, a causa della sua vicinanza con Avignone, ospita numerosi ristoranti, quattro campeggi, alberghi e numerose possibilità di alloggiare presso la popolazione locale. Sono presenti un club nautico, un centro ippico e i numerosi sentieri attirano i ciclisti, anche tenuto conto del fatto che l'isola si trova sul percorso ciclistico dal lago Lemano al Mediterraneo.

## Monumenti e luoghi d'interesse
- Domaine de Bouchony, monumento storico, è una abitazione del XVIII secolo[16]. Alla fine del XVIII secolo, la contessa di Carlisle, sorella dell'ammiraglio Biron e madre del re d'Irlanda[17], si trasferì dalla natale Inghilterra ad Avignone e affittò questa tenuta per trascorrervi le estati. Esprit Calvet la corteggiò assiduamente[16].
- Domaine de Rhodes, dove nacque R.P. de Rhodes, creatore del sistema di trascrizione della lingua vietnamita nell'alfabeto latino.
- Numerosi mas, alcuni conservano ancora i récati, collinette artificiali atte a proteggere il bestiame ed i raccolti durante le alluvioni, ed gli encoule, rampe per accedere al primo piano delle fattorie usate nelle stesse occasioni.
- Casine di caccia dei secoli XVI e XVII.

## Società

### Evoluzione demografica
L'isola contava 934 abitanti al censimento del 1990, mentre ne aveva solo 701 nel 1982
Si distingue per un abitato sparso, composto da fattorie disperse nei campi ed un nucleo urbano nei pressi del ponte Daladier, nella parte più stretta dell'isola, a Bagatelle: un quartiere composto da case confinanti di un solo piano.

## Galleria d'immagini

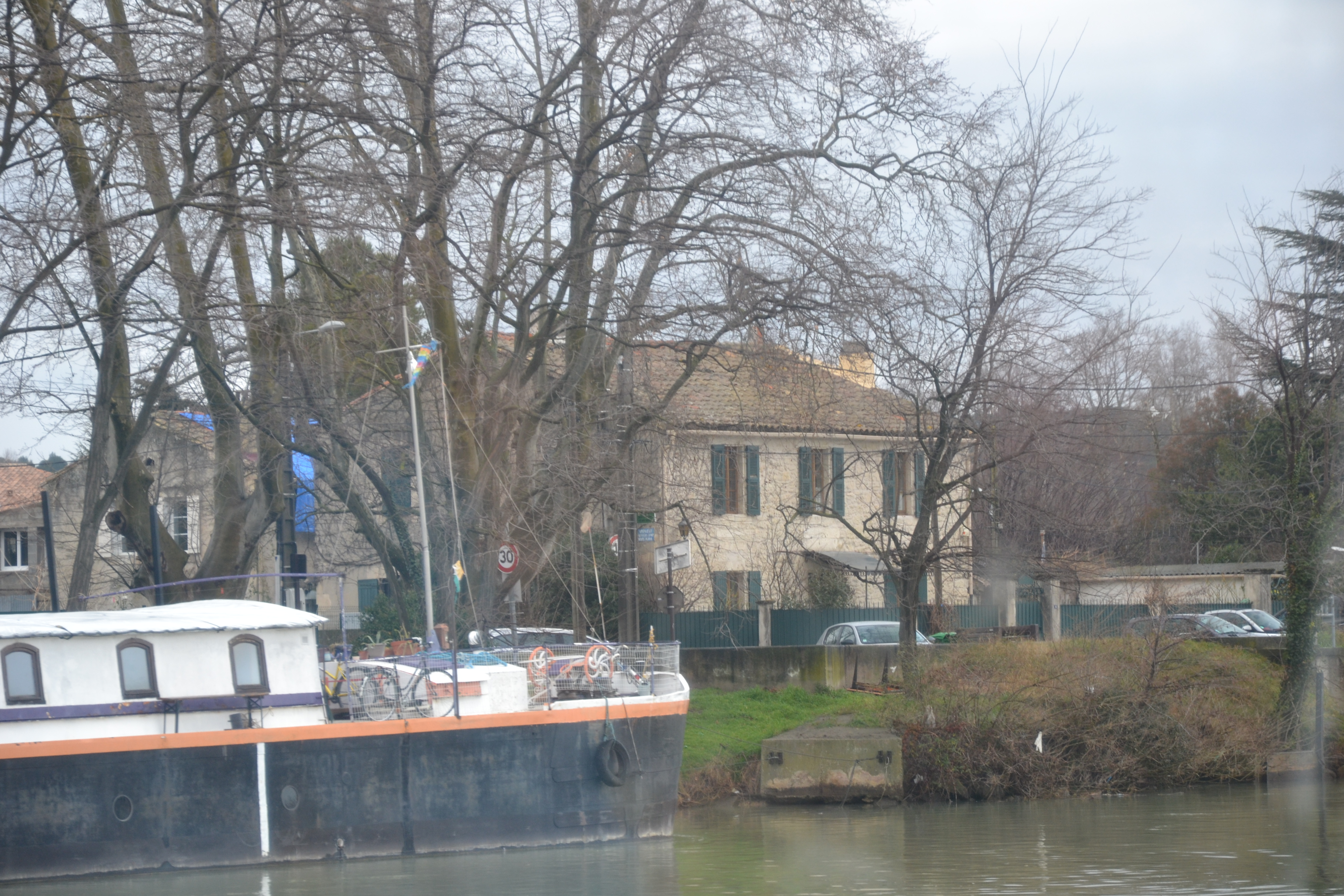
Casa e chiatta sul fiume
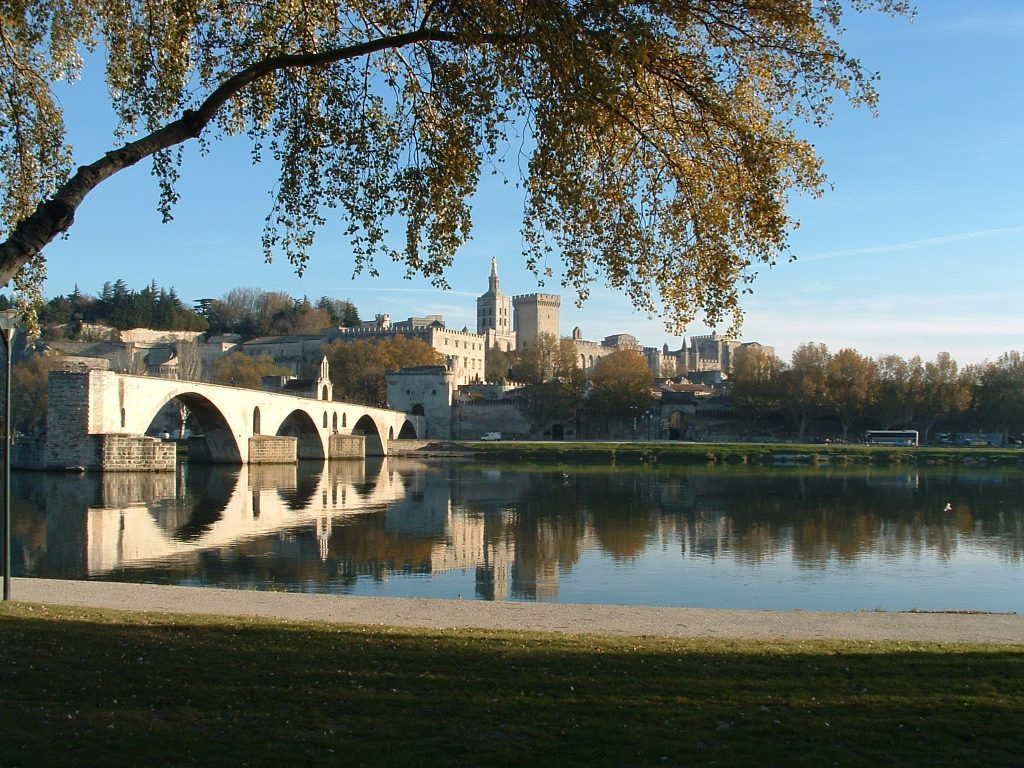
Vista di Avignone dall'isola
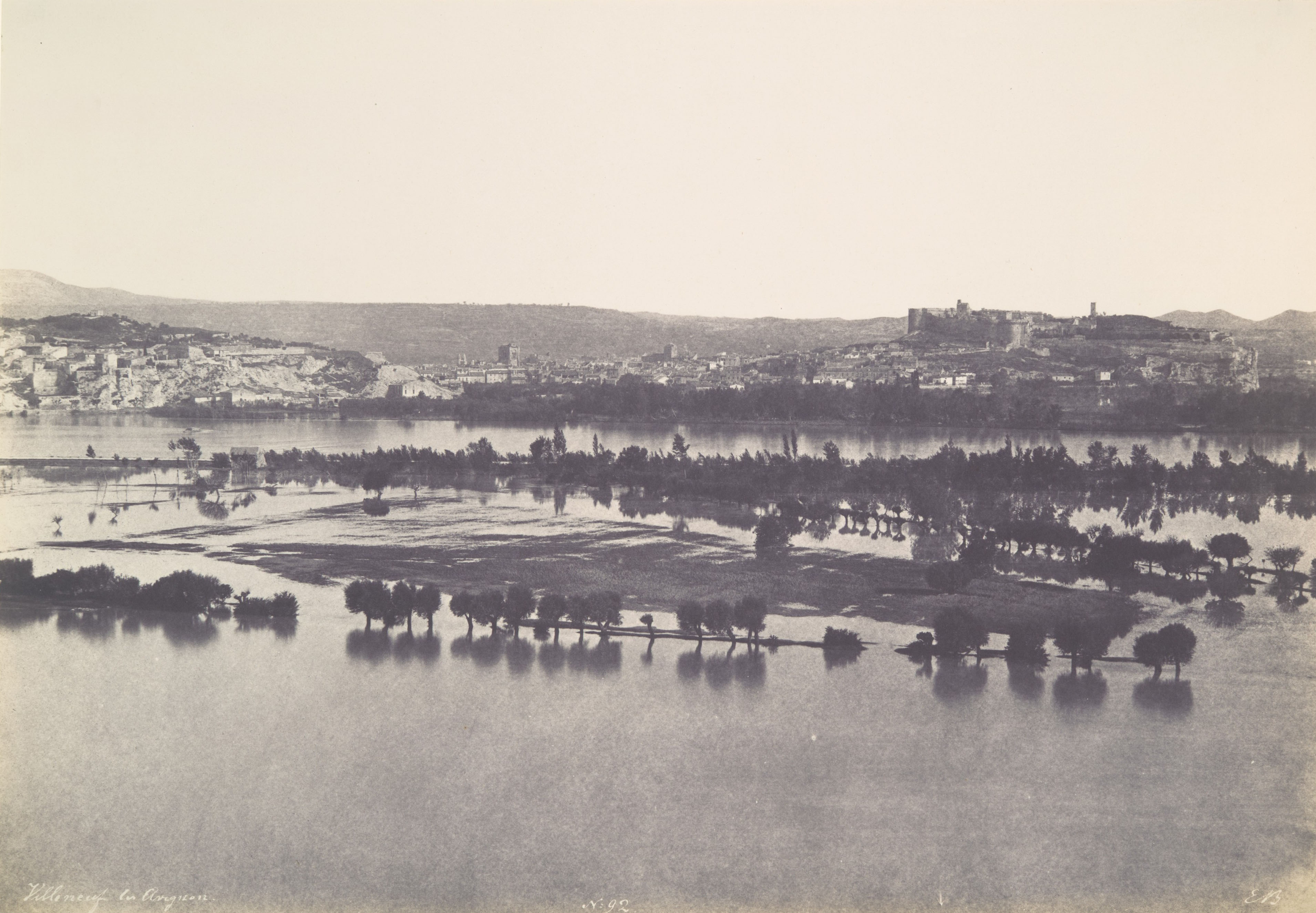
Inondazioni nel 1856
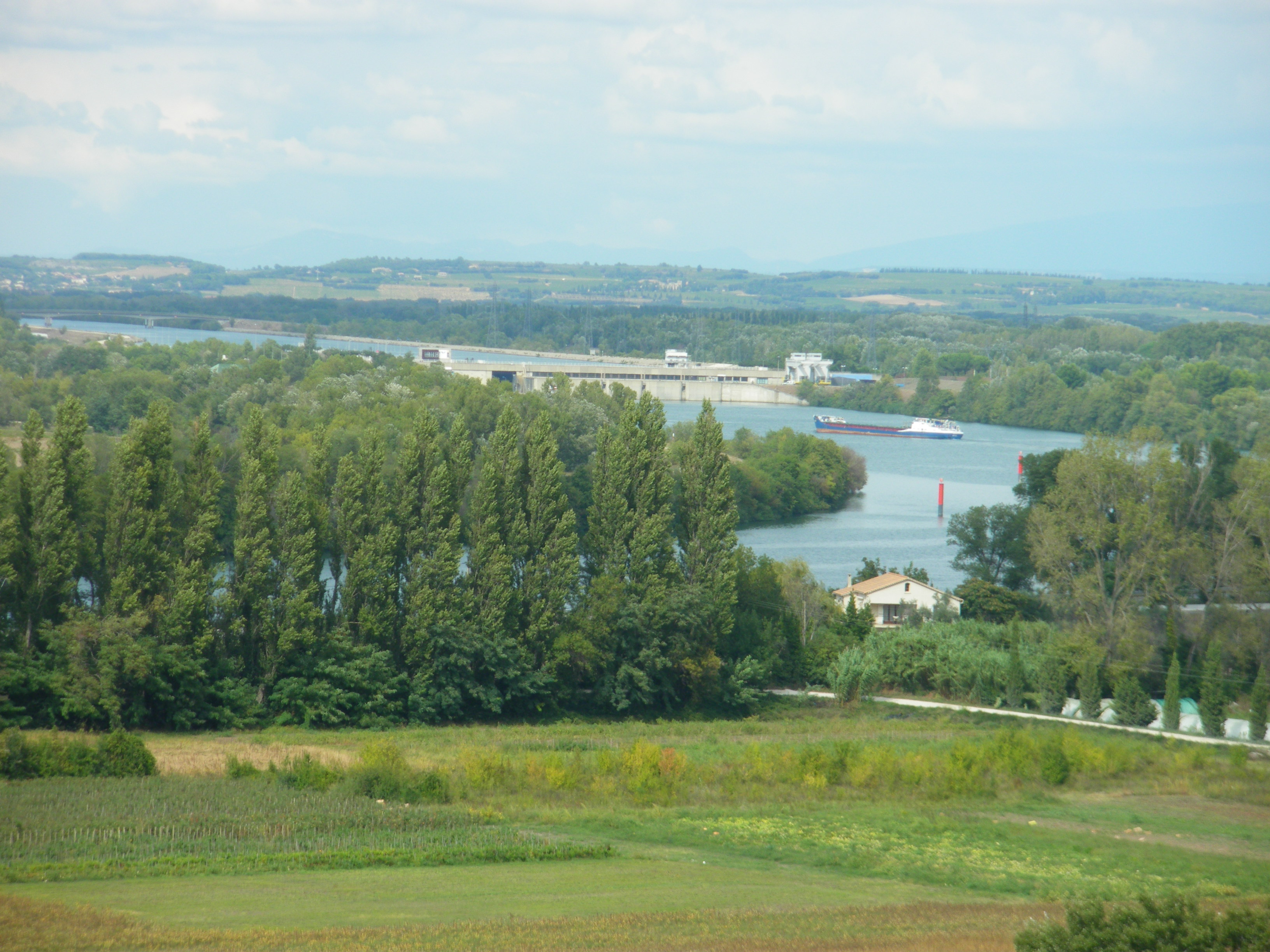
Diga a nord dell'isola